# Halahora de Jos, Briceni
Halahora de Jos este un sat din cadrul comunei Halahora de Sus din raionul Briceni, Republica Moldova.

## Date statistice
- Distanțe: până la centrul raional (Briceni) - 15 km, până la st. c. f. Ocnița - 36 km, până la Chișinău - 223 km.
- Populația - 430 de oameni. Apți de muncă - 621, Gospodării - 161.
- Școală primară, bibliotecă, magazin.

## Istoria satului
După ce rămase pustiu satul Holohoreni, locuitorii lui fiind mutați cu forța în urma plângerii proprietarului Nicolae Ureche (în sec. XVII), iar peste un secol și jumătate în locul lor au început să fie aduse alte familii de pe aiurea, pe aici s-au întemeiat (în sec. XIX) două așezări noi, dar una din ele, cea cu vatra veche, a primit statut de "sat de stat". În Moldova au fost întemeiate la vreo sută de astfel de sate, mai ales, în câmpia Bugeacului, dar vreo zece au apărut și în țin. Hotinului, printre care și Halahora, Tețcanii ș. a.
Halahora sau Holohorenii, cum a mai rămas să circule vechea denumire, devenind, astfel, sat de stat, proprietarii de pământ și-au pus casele ceva mai la sud, mai jos, dar tot lângă râulețul Racovăț, întemeind o localitate nouă - Halahora de Jos, uneori numind-o și Halahora Nouă. Ba chiar și Halahorii de Jos. Se consideră că primul s-a instalat aici cu traiul la înc. sec. XIX boierul Șerban. Citim, însă, despre acest sat (în „Listele localităților Imperiului Rus”, editate în l. rusă, desigur, la Sankt-Petersburg în 1861) că în 1859 avea 36 de case eu 239 de suflete (123 de bărbați și 116 femei).
Satul, însă, nu creștea, ba chiar din contra, în 1870 avea deja 35 de case cu 94 de bărbați și 80 de femei. Ei țineau în gospodăriile lor 45 de cai, 40 de vite cornute mari și 127 de oi, dar, totuna, o duceau greu. În 1884 același număr de gospodării stăpâneau 206 des. de nădeluri - sectoare de pământ, care urma să fie răscumpărate.
Abia în 1922 Instituția română „Casa Noastră” mai împroprietărește 104 locuitori cu 190 ha de pământ. Satul avea în anul următor 567 de oameni, școală primară și o cârciumă. Apoi aflăm că în 1933 Nicolae Semeniuc și Iustin Gavriliuc dețineau aici o moară, iar Onofrei Scripnic - o treierătoare. Vin din nou rușii și la recensământul din 10 noiem. 1940 se înregistrează în Halahora de Jos 803 locuitori, incl. 673 de ucraineni și 130 de români moldoveni. În preajma războiului satul avea 196 de case.
La 1 aug. 1949 în sat rămâneau 672 de locuitori, incl. 604 ucraineni, 66 de români ș. a. Recensămintele din 1979 și 1989 înregistrează 573 de locuitori (247 de bărbați și 326 de femei) și, respectiv, 495 de locuitori (218 bărbați și 277 de femei). Oamenii apți de muncă au lucrat câteva decenii în colhozul „Kotovski”, care își avea sediul în Halahora de Sus. Ei cultivau cereale, culturi tehnice, legume și fructe, creșteau animale. Cel mai vârstnic om în a. 2000 era Mihail Golovatâi (92 de ani), apoi urmau Ion Budescu și Pavel Manziuc (88 de ani), Nicolae Budescu și Vasilisa Uglea (87 de ani). Deja în acel an cele 2 sate erau contopite, dar în documentele de stat figurau (ca și până azi) separat.
În anul 2004, satul avea 432 de locuitori, dintre care: 355 de ucraineni, 41 de moldoveni/români, 30 de ruși, 4 găgăuzi și 2 de alte etnii.
Actualmente țăranii din Halahora de Jos își lucrează pământul în mod individual.